# Церковь Рождества Богородицы (Гомель)
Церковь Рождества Богородицы — разрушенный православный храм в городе Гомеле (Белоруссия). Сейчас на фундаменте церкви стоит католический Костёл Рождества Божией Матери.

## История
Храм был построен 1886 году на Новиковском кладбище (сейчас здесь расположен Студенческий сквер). На этом кладбище хоронили и православных, и католиков, поэтому рядом была расположена католическая часовня.
В 1930-е годы у стен церкви была перезахоронена Ирина Паскевич.
При советской власти было принято решение о сносе церкви, однако к тому времени она была единственным строением на кладбище, поэтому разобрали только купола, а здание перестроили под администрацию кладбища. Потом здесь находился пункт кинопроката, затем — художественные мастерские, принадлежавшие комбинату «Искусство».
В 1990 году здание было передано Римско-католической церкви. Лишь в 1994 году начали реконструкцию. 9 декабря 2000 года построенный костёл освятил кардинал Казимир Свёнтек.